# Acyrthosiphon evodiae
Acyrthosiphon evodiae är en insektsart. Acyrthosiphon evodiae ingår i släktet Acyrthosiphon och familjen långrörsbladlöss. Inga underarter finns listade i Catalogue of Life.